# Avaí FC
Avaí Futebol Clube (zwany powszechnie Avaí) – brazylijski klub piłkarski z siedzibą w mieście Florianópolis, stolicy stanu Santa Catarina. Avaí w XX wieku zdobył najwięcej tytułów mistrza stanu Santa Catarina – 13. Głównym derbowym rywalem klubu Avaí jest Figueirense.

## Osiągnięcia
- Mistrz trzeciej ligi brazylijskiej (Campeonato Brasileiro Série C): 1998
- Mistrz stanu Santa Catarina (Campeonato Catarinense) (16): 1924, 1926, 1927, 1928, 1930, 1942, 1943, 1944, 1945, 1973, 1975, 1988, 1997, 2009, 2010, 2012
- Mistrz miasta Florianópolis (20): 1924, 1926, 1927, 1928, 1930, 1933, 1938, 1940, 1942, 1943, 1944, 1945, 1949, 1951, 1952, 1953, 1958, 1960, 1963, 1995.
- Puchar stanu Santa Catarina: 1995.

## Historia
Klub został założony po tym, jak biznesmen Amadeu Horn podarował stroje piłkarskie grupie chłopców. Obdarowani chłopcy rozegrali mecz przeciwko drużynie zwanej Humaitá i wygrali. Wkrótce po tym wydarzeniu w domu Amadeu Horna 1 września 1923 roku założono klub nazwany początkowo Avahy Foot-ball Club. Nowy klub już w następnym roku został pierwszym w historii mistrzem stanu Santa Catarina. Nazwa klubu Avaí pochodzi od bitwy pod Avahy stoczonej podczas wojny paragwajskiej.
Avaí w pierwszej lidze brazylijskiej (Campeonato Brasileiro Série A) rozegrał cztery sezony (1974, 1976, 1977 i 1979). Jedynym zwycięstwem w ogólnobrazylijskich rozgrywkach było mistrzostwo trzeciej ligi brazylijskiej (Campeonato Brasileiro Série C) zdobyte w 1998 roku.
Od roku 1999 klub gra w drugiej lidze (Campeonato Brasileiro Série B), gdzie w roku 2001 i 2004 uplasował się na wysokim czwartym miejscu. Nie wystarczyło to jednak, by awansować do pierwszej ligi, gdyż prawo do awansu miały tylko dwa najlepsze zespoły.

### Główne postacie w historii klubu
1920 – 1930
- Adolpho Boos, bramkarz
- Waldemar Alves de Souza (Zé Macaco), pomocnik

1940 – 1950
- Adolfo Martins Camilli (Adolfinho), bramkarz
- Hubert Beck, pomocnik
- João Felipe Zattar (Felipinho), napastnik
- Osni Gonçalves (Nizeta), napastnik
- Saul Oliveira, napastnik

1960 – 1970
- Deodato Fermínio Martins, zagueiro.
- Mílton Cunha Cavalazzi, napastnik

1970 – 1980
- Antônio Fernandes Quintino (Toninho), napastnik
- Antônio Fidélis (Veneza), obrońca
- João Carlos da Silva (Balduíno), pomocnik
- Juarez dos Santos (Juti), napastnik
- Zenon de Souza Farias, pomocnik

1980 – 1990
- Adílson Heleno, pomocnik
- Décio Antônio Corazza, napastnik
- Édson Luís Benites Belmonte, pomocnik
- Jorge Daniel Fossati, bramkarz

1990 – 2000
- César Tadeu Silva, bramkarz
- Érmison José Leopoldo (Jacaré), napastnik
- João Carlos Rocha (Dão), napastnik
- Paulo César   (PC), napastnik

Trenerzy
- Roberto Fernando Schneiger (Roberto Cavalo) – 1998, 2001 i 2004.